# NGC 1734
NGC 1734 је расејано звездано јато у сазвежђу Златна риба које се налази на NGC листи објеката дубоког неба.
Деклинација објекта је - 68° 46' 8" а ректасцензија 4h 53m 33,6s. Привидна величина (магнитуда) објекта NGC 1734 износи 13,1 а фотографска магнитуда 13,3. NGC 1734 је још познат и под ознакама ESO 56-SC18.